# Lasse Lindbjerg
Lasse Lindbjerg (født 15. april 1992) er en dansk fodboldspiller, der i to omgange spillede for den danske superligaklub F.C. København. Han spiller som forsvarspiller.
Lindbjerg var oprindeligt knyttet til FCK's ungdomsafdeling og spillede i en periode en række kampe for klubbens reservehold. Bortset fra en indskiftning i en pokalkamp mod Viby i september 2010, mens han stadig var U19-spiller, opnåede han dog ikke spilletid på førsteholdet, og da hans kontraktudløb ved udgangen af 2011 skiftede han til FC Vestsjælland på en seks måneder lang kontrakt. Efter opholdet i FC Vestsjælland skiftede Lindbjerg til 2. divisionsklubben BK Frem i sommeren 2012, hvor han spillede som fast mand.
I sommeren 2014 blev Lindbjerg hentet tilbage i FCK på en kontrakt gældende for efteråret 2014, da man ønskede at have en fjerde centerforsvarer i truppen. I forvejen rådede man over Mathias Zanka Jørgensen, Per "Pelle" Nilsson og Mikael Antonsson, mens Kris Stadsgaard var langtidsskadet, og Olof Mellberg havde fået ophævet sin kontrakt. I efterårssæsonen opnåede Lasse Lindbjerg et par indskiftninger i pokalkampe og i en UEFA Europa League-kamp, og ved årets udløb blev hans kontrakt forlænget til sommeren 2015.
Ved kontraktudløbet udtalte manager Ståle Solbakken:
- Lasse har ydet en stor indsats som sparringspartner og holdkammerat i den daglige træning. Han kender klubben rigtigt godt og har udfyldt sin opgave godt. Vi er glade for, at Lasse bliver omkring klubben i en rolle omkring School of Excellence, hvor han skal forfølge sin ambition om at blive behandler. Det er klart en win/win, for han er en god mand for klubben.
Lasse Lindbjerg nåede aldrig at optræde i Alka Superligaen, men spillede 3 pokalkampe og 1 Europa League-kamp for F.C. København. Han er desuden noteret for to kampe for Danmarks U/20-landshold i 2011.

## Eksterne links
- Lasse Lindbjergs spillerprofil i DBU's Landsholdsdatabase
- Lasse Lindbjergs spillerprofil på Transfermarkt (engelsk)
- Lasse Lindbjergs trænerprofil på Transfermarkt (engelsk)
- Lasse Lindbjergs profil hos FootballDatabase.eu (engelsk)
- Lasse Lindbjergs spillerprofil på Soccerway (engelsk)
- Spillerprofil på fck.dk